# Scott Reeder
Scott Reeder (Barstow, 16 de maio de 1965) é um baixista americano que já tocou em bandas como The Obsessed, Kyuss, Goatsnake e Unida e agora toca com a banda Fireball Ministry. Também já lançou trabalhos solo. Em 2002, chegou a ser sondado pelo Metallica, para fazer parte da banda. Ele geralmente costuma tocar sem palheta e descalço. Em 1998, tocou ao vivo com o Tool uma música do Kyuss chamada "Demon Cleaner", do álbum Welcome to Sky Valley. Em seu último álbum solo, tocou todos os instrumentos sozinho.

## Discografia
- TunnelVision Brilliance (2006)